# Спенс, Майкл
Майкл Спенс (англ. Michael Spence; род. 7 ноября 1943, Монтклэр, Нью-Джерси, США) — американский экономист, лауреат Нобелевской премии по экономике 2001 года «за анализ рынков с асимметричной информацией».

## Биография
Родился 7 ноября 1943 года в Монтклэре (штат Нью-Джерси).
В 1962 году окончил Школу Торонтского университета, где был школьным капитаном хоккейной команды, и поступил в Принстонский университет, где в течение 4 лет играл в хоккейной команде университета.
В 1966 году получил степень бакалавра с отличием Принстонского университета, в 1968 году — магистерскую степень в Колледже Магдалины при Оксфордском университете, в 1972 году — докторскую степень Гарвардского университета
.
Преподавательскую деятельность начал в Правительственной школе Джона Ф. Кеннеди при Гарвардском университете в 1971—1972 годах, продолжил доцентом в 1973—1975 годах в Стэнфордском университете. С 1975 года — профессор экономики, с 1979 года — профессор бизнес-администрирования, с 1983 года — заведующий кафедры экономики, с 1984 года — декан факультета искусств и наук в Гарвардском университете.
В 1990—1999 годах — профессор Кнайт и декан Стэнфордской высшей школы бизнеса. В 2006—2010 годах — председатель независимой Комиссии роста и развития.
С 2010 года — профессор Беркли кафедры экономики и бизнеса Школы бизнеса Штерна при Нью-Йоркском университете.
В 1977—1979 годах был членом экономической консультативной группы при Национальном научном фонде, является членом редакционных коллегий журналов Bell Journal of Economics, Journal of Economic Theory и Public Policy, с 1983 года — член Американской академии искусств и наук, является членом Эконометрического общества и Американской экономической ассоциации, с 2000 года — эмерит-профессор Стэнфордской высшей школы бизнеса, в 1986 году избран членом совета директоров Polaroid, а также был членом совета директоров General Mills, Siebel, Nike, Exult и множества других компаний. В 1991—1997 годах — председатель Национального совета по исследованиям Совета по науке, технологии и экономической политики, почётный приглашенный научный сотрудник Совета по международным отношениям, старший научный сотрудник Гуверовского института Стэнфордского университета, председатель Ученого Совета Азиатского Глобального института в Гонконге.

## Семья
В 1968 году женился на Энн Беннетт, в 1979 году родился сын Грэхем, в 1982 году — дочь Катерина, в 1985 году — дочь Мария, в 1995 году развелись. Второй раз женился в 1997 году на Монике Капуцине.

## Основной вклад в науку
Модель сигнализирования на рынке труда Спенса
Спенс в своих статьях 1973 года «Сигнализирование на рынке труда» и 1974 года «Конкурентное и оптимальное реагирование на сигналы: анализ эффективности и распределение» предложил модель, в которой экономические агенты (работники) на рынке труда осуществляют действия (сигналы) для работодателей, которые не могут выбрать между высокопроизводительным и низкопроизводительным работником. Высокопроизводительные работники, находясь в невыгодном положении, когда их не могут отличить, пытаются получить более высокую полезность и совершают сигнал, связанный для них издержками о том, какого они типа. Высокопроизводительному работнику легче осуществить сигнал, так как для него это связано с меньшим приростом издержек, чем для низкопроизводительного работника. Передача сигналов требует, чтобы работники предпринимали дорогостоящие сигналы для убеждения работодателей в своих деловых возможностях. Передача сигналов не будет иметь успеха, если затраты на неё не отличаются среди отправителей сигналов, то есть претендентов на рабочее место. Работодатель выделяет среди претендентов на должность тех, у кого более высокое и, соответственно, более дорогое образование (сигнал). Если разницы в уровне образования не существует, то работодатель не в состоянии определить, кто из претендентов обладает большей производительностью.
Высокопроизводительные работники «приобретают» диплом об образовании с единственной целью продемонстрировать, что их продуктивность выше, и получать в результате более высокую оплату.
А издержки по таких усилий являются чистыми потерями для общества.

## Награды
За достижения в области экономической теории был неоднократно награждён:
- 1966 — стипендия Родса,
- 1968 — стипендия Дэнфорта[англ.],
- 1972 — премию Дэвида Э. Уэллса[англ.] за выдающуюся докторскую диссертацию,
- 1975 — стипендию Гуггенхайма[10],
- 1978 — премия Гэлбрейта за выдающиеся педагогические успехи,
- 1981 — медаль Джона Бейтса Кларка за значительный вклад в экономическую мысль и знание,
- 2001 — Нобелевская премия по экономике.

## Сочинения

### Книги
- Спенс М. Следующая конвергенция. Будущее экономического роста в мире, живущем на разных скоростях = The Next Convergence: The Future of Economic Growth in a Multispeed World (2011). — М.: Издательство Института Гайдара, 2012. — 336 с. — ISBN 978-5-93255-356-5.
- Spence M. Market Signaling: Informational Transfer in Hiring and Related Processes. — Cambridge, MA: Harvard University Press, 1974. ISBN 978-0-674-54990-6
- Spence M., Weitzman M. Regulatory Strategies for Pollution Control // Ed. A. F. Friedlaender / Approaches to Controlling Pollution. — MIT Press, 1978.
- Spence M., Caves R. E., Porter M. E. Industrial Organization in an Open Economy. — Harvard University Press, 1980/
- Spence M., Hayes S., Marks D. Competitive Structure in Investment Banking. — Harvard University Press, 1983.

### Статьи
- Спенс М. Вход, мощность, инвестиции и олигополистическое ценообразование = Entry, capacity, investment and oligopolistic pricing (1977) // Вехи экономической мысли: Т. 5. Теория отраслевых рынков / Под общ. ред. А. Г. Слуцкого. — СПб.:Экономическая школа, 2003. — 669 с. — ISBN 5-900428-76-1
- Spence M. Job market signalling // Quarterly Journal of Economics, vol. 87 n.3, 1973, pp. 355—374. DOI:10.2307/1882010
- Spence M. Competitive and Optimal Responses to Signals: An Analysis of Efficiency and Distribution // Journal of Economic Theory, 7, 1974, pp. 296—332